# Eragrostis lichiangensis
Eragrostis lichiangensis är en gräsart som beskrevs av Elizabeth Elisabeth Jedwabnick. Eragrostis lichiangensis ingår i släktet kärleksgrässläktet, och familjen gräs. Inga underarter finns listade i Catalogue of Life.